# Emmanuel Chamand
Emmanuel Gérard Chamand, né le 10 novembre 1990, est un coureur cycliste français.

## Biographie
En 2011, Emmanuel Chamand termine deuxième du Tour de Maurice. En 2015, il remporte le contre-la-montre individuel des Jeux des îles de l'océan Indien.
En 2019, il se classe troisième du championnat de l'île de La Réunion du contre-la-montre.

## Palmarès
- 2011
  - 2e du Tour de Maurice
- 2012
  - Prologue du Tour de La Réunion (contre-la-montre par équipes)
- 2015
  -  Médaillé d'or du contre-la-montre aux Jeux des îles de l'océan Indien
  -  Médaillé d'or du contre-la-montre par équipes aux Jeux des îles de l'océan Indien
  - Prologue du Tour de La Réunion (contre-la-montre par équipes)
- 2017
  - Prologue du Tour de La Réunion (contre-la-montre par équipes)
  - 2e de l'Étoile de l'océan Indien
- 2019
  - 7e étape du Tour de La Réunion
  -  Médaillé d'argent du contre-la-montre par équipes aux Jeux des îles de l'océan Indien
- 2022
  - Étoile de l'Océan Indien
- 2023
  -  Médaillé de bronze du contre-la-montre par équipes aux Jeux des îles de l'océan Indien